# أرت دويرنغ
أرت دويرنغ (بالإنجليزية: Art Doering)‏ هو لاعب غولف أمريكي، ولد في 4 نوفمبر 1915، وتوفي في 5 نوفمبر 1988.